# Myospila propinqua
Myospila propinqua är en tvåvingeart som först beskrevs av Stein 1900.  Myospila propinqua ingår i släktet Myospila och familjen husflugor. Inga underarter finns listade i Catalogue of Life.